# Ramal ferroviario Cañada Honda-Caucete-Albardón
El Ramal Cañada Honda - Caucete - Albardón pertenece al Ferrocarril General San Martín, Argentina. 

## Ubicación
Se halla en la provincia de San Juan, en los departamentos Sarmiento, Caucete, San Martín y Albardón.

## Características
Es un ramal secundario de la red del Ferrocarril General San Martín con una extensión de 95 km entre las ciudades de Cañada Honda  y General San Martín.

## Servicios
No presta servicios de pasajeros. Sólo funcionan formaciones de carga, a cargo de la empresa estatal Trenes Argentinos Cargas.

## Imágenes

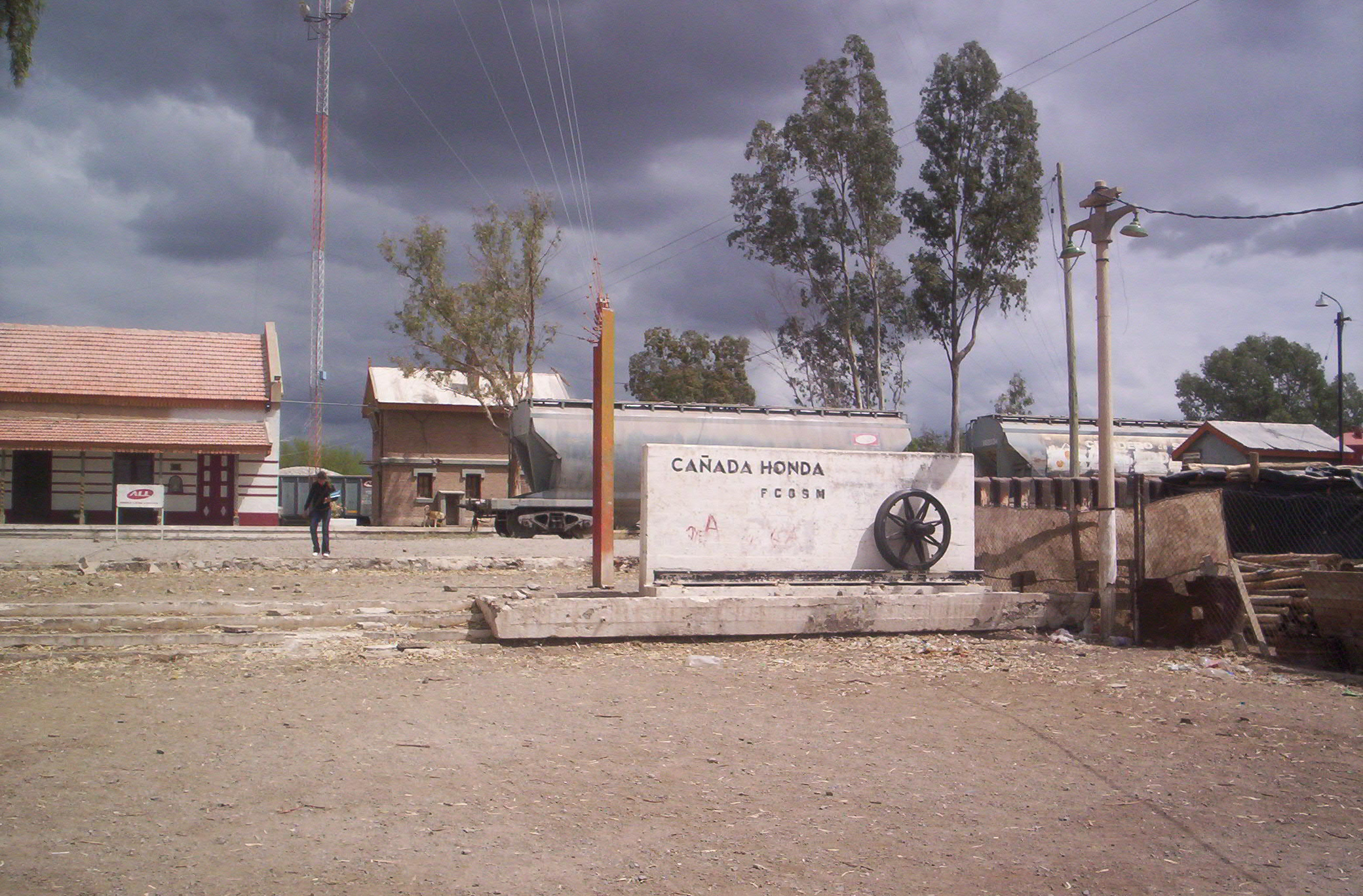
Estación Cañada Honda
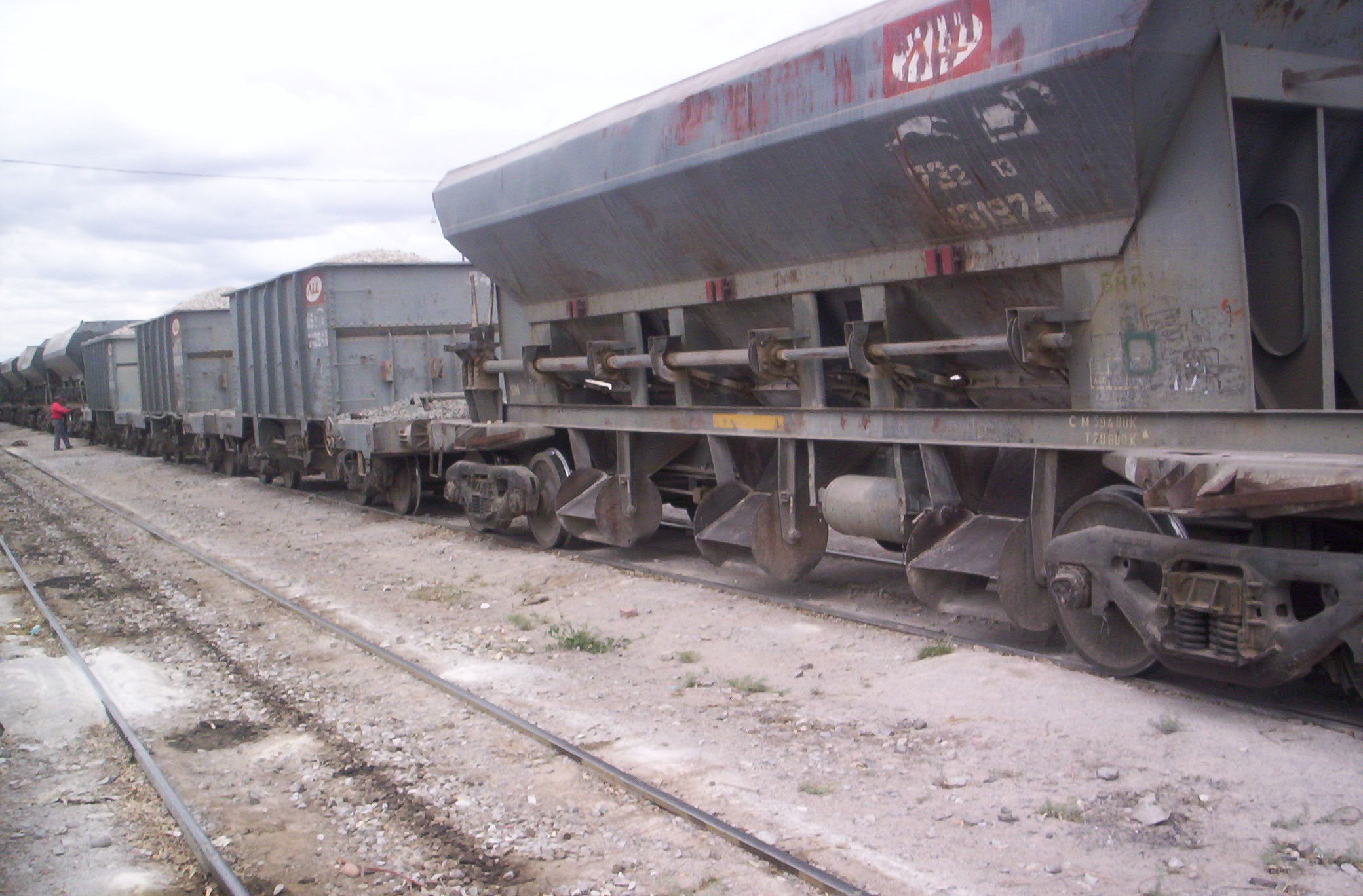
Tren minero en Cañada Honda